# İlkin Aydın
İlkin Aydın (Ankara, 5 gennaio 2000) è una pallavolista turca, schiacciatrice del Galatasaray.

## Palmarès

### Club
- BVA Cup: 1

2024

### Nazionale (competizioni minori)
- Giochi del Mediterraneo 2018
- Giochi del Mediterraneo 2022
- Giochi della solidarietà islamica 2021

### Premi individuali
- 2024 - BVA Cup: Miglior schiacciatrice